# Главацький Андрій Сергійович
Главацький Андрій Сергійович (04 січня 1993 — 20 серпня 2024) — український офіцер, капітан, командир роти.  Загинув під час бойових дій у складі Збройних сил України в районі н.п. Водяне, Донецька область, під час виконання бойового завдання. Кавалер ордена «За мужність» ІІІ ступеня (посмертно).

## Життєпис
Андрій Главацький народився 4 січня 1993 року в Україні. Після закінчення школи вступив до ЛНУ ім. Івана Франка на географіний факультет. Закінчив навчання на кафедрі ґрунтознавства у 2015 році.
До початку війни Андрій працював у департаменті муніципальної варти Луцької міської ради. Після одруження переїхав до Львова, де жив із сім’єю та працював.

## Загибель
20 серпня 2024 року, перебуваючи на позиціях у районі населеного пункту Водяне Донецької області, Андрій Главацький загинув унаслідок ворожого обстрілу. Загибель Андрія стала великою втратою для його рідних та побратимів. Йому був 31 рік.

## Пам'ять
Прощання з Андрієм Главацьким відбулось 29 серпня 2024 року у Ритуальній залі за адресою м. Львів вул. Пекарська, 52. Поховання відбулось 30 серпня на Марсовому Полі у Львові.
Колеги та друзі Андрія Главацького згадують його як порядну, добру людину, справжнього патріота України. В департаменті муніципальної варти Луцької міської ради висловили співчуття родині загиблого, зазначивши, що Андрій залишиться в пам’яті як чесна і життєрадісна людина, яка завжди була на стороні правди та честі. Нагороджений почесною відзнакою командира 125 окремої бригади територіальної оборони.
Указом Президента України №173/2025 нагороджений Орденом за мужність ІІІ ступеня.